# Torneo de Palermo 2019
El Palermo Ladies Open 2019 fue un torneo profesional de tenis jugado en canchas de arcilla. Fue la trigésima edición del torneo y formó parte del WTA Tour 2019. Se llevó a cabo en Palermo (Italia) entre el 22 y el 28 de julio de 2019.

## Distribución de puntos
| Modalidad           | Campeona | Finalista | Semifinales | Cuartos de final | 2ª ronda | 1ª ronda | Clasificadas | 2ª ronda de clasificación | 1ª ronda de clasificación |
| Individual femenino | 280      | 180       | 110         | 60               | 30       | 1        | 18           | 12                        | 1                         |
| Dobles femenino     | 280      | 180       | 110         | 60               | 1        | -        | -            | -                         | -                         |

## Cabezas de serie

### Individuales femenino
| Tenista            | Ranking | Preclasificada |
| Kiki Bertens       | 5       | 1              |
| Alizé Cornet       | 48      | 2              |
| Viktória Kužmová   | 54      | 3              |
| Tamara Zidanšek    | 57      | 4              |
| Pauline Parmentier | 75      | 5              |
| Laura Siegemund    | 77      | 6              |
| Sara Sorribes      | 87      | 7              |
| Jil Teichmann      | 90      | 8              |

- Ranking del 15 de julio de 2019.[2]

### Dobles femenino
| Tenista                             | Ranking | Preclasificada |
| Cornelia Lister Renata Voráčová     | 170     | 1              |
| Georgina García Pérez Fanny Stollár | 204     | 2              |
| Daria Gavrilova Shuai Peng          | 239     | 3              |
| Giorgia Marchetti Laura Pigossi     | 316     | 4              |

## Campeonas

### Individual femenino
Jil Teichmann venció a  Kiki Bertens por 7-6(7-3), 6-2 

### Dobles femenino
Cornelia Lister /  Renata Voráčová vencieron a  Ekaterine Gorgodze /  Arantxa Rus por 7-6(7-2), 6-2